# Deinstedt
Deinstedt település Németországban, azon belül Alsó-Szászország tartományban. Lakosainak száma 642 fő (2023. december 31.).

## Népesség
A település népességének változása:
| Lakosok száma | 665  | 659  | 672  | 647  | 655  | 642  |
|               | 2016 | 2017 | 2019 | 2021 | 2022 | 2023 |